# Maja Furu Sæteren
Maja Furu Sæteren (* 14. Mai 2003 in Kragerø) ist eine norwegische Handballspielerin.

## Karriere

### Im Verein
Maja Furu Sæteren begann das Handballspielen beim norwegischen Drittligisten Kragerø IF. 2020 wechselte sie zu Larvik HK. In ihrer ersten Saison bei Larvik riss sie sich zu Beginn direkt das Kreuzband und den Meniskus und fiel die restliche Saison aus. In der Saison 2022/23 wurde sie als „Newcomer der Saison“ und „Beste linke Rückraum-Spielerin“ in der Norwegischen 1. Liga ausgezeichnet. Im Sommer 2023 musste sie aufgrund eines Ermüdungsbruchs im Fuß erneut pausieren. In der Saison 2023/24 wurde Sæteren mit 234 Toren Torschützenkönigin der norwegischen Liga und überbot dabei den bisherigen Ligarekord von Linn-Kristin Riegelhuth Koren und Heidi Løke, die beide jeweils 221 Treffer erzielten.

### In Auswahlmannschaften
Mit der norwegischen Juniorinnen-Nationalmannschaft wurde sie bei der U20-Weltmeisterschaft 2022 Weltmeisterin. Am 23. November 2023 gab sie ihr Debüt für die A-Nationalmannschaft. Eine Woche später stand sie im Kader für die Weltmeisterschaft 2023, wo sie mit Norwegen die Silber-Medaille gewann. Im Turnier erzielte sie 11 Tore in drei Spielen.